# Play'n' the Game
Albums de Nazareth
Close Enough for Rock'n'Roll
(1976) Expect No Mercy
(1977)
Play'n The Game est le huitième album studio du groupe écossais Nazareth, sorti en novembre 1976.

## Play'N The Game
1. Somebody To Roll (Agnew/Charlton/McCafferty/Sweet)
2. Down Home Girl (Jerry Leiber/Artie Butler)[1]
3. Flying (Agnew/Charlton/McCafferty/Sweet)
4. Waiting For The Man (Agnew/Charlton/McCafferty/Sweet)
5. Born To Love (Agnew/Charlton/McCafferty/Sweet)
6. I Want To Do Everything For You (Joe Tex)[2]
7. I Don't Want To Go On Without You (Bert Russell-Berns/Jerry Wexler)[3]
8. Wild Honey (Carl Wilson/Mike Love)[4]
9. L.A. Girls (Agnew/Charlton/McCafferty/Sweet)
10. Good Love (Bonus CD 2010 - B-Side of "I don't want to go on without you") (Agnew/Charlton/McCafferty/Sweet)

## Musiciens
- Dan McCafferty (chant)
- Manny Charlton (guitares, chœurs)
- Pete Agnew (basse, guitares, chœurs)
- Darrell Sweet (batterie, percussions, chœurs)

## Crédits
- Produit par Manny Charlton
- Enregistré et mixé à Le Studio de Montréal (Canada) par Nick Plagona
- Gravé par Bob Ludwig à Master Disc (New York)
- Photos : Fin Costello